# Chelo Vivares
Consuelo Vivares (Madrid; 21 de abril de 1952), conocida artísticamente como Chelo Vivares, es una actriz española que ha desarrollado su carrera profesional en las dos últimas décadas del siglo XX y primera década del siglo XXI, especialmente en televisión.

## Biografía
Hija de actores, se inicia en el mundo del espectáculo en 1973 interviniendo en espectáculos musicales. Durante sus primeros años de actividad artística compagina teatro, radio, doblaje y publicidad. Realiza también una gira por diversas universidades de Estados Unidos con una compañía teatral.
Tras trabajar durante unos meses en el Departamento de Asignación y Conservación de Telefónica, donde coincidiría como compañera de despacho de Pedro Almodóvar, finalmente decide consagrarse profesionalmente a la interpretación y solicita una excedencia en la compañía de comunicación.
Continúa alternando sus papeles en publicidad y teatro con la televisión, donde interviene esporádicamente como actriz de reparto en series como La señora García se confiesa (1976) o Estudio 1.
Su gran oportunidad le llega sin embargo en 1983, cuando es seleccionada para dar vida al personaje de Espinete en la versión española del espacio infantil Barrio Sésamo. Durante los siguientes cinco años su voz se convierte en una de las más reconocidas de España al encarnar a un personaje que alcanzó el grado de fenómeno social entre la población infantil del país. Gracias a la popularidad de Espinete, Chelo Vivares recibió un Premio TP de Oro en 1984. El personaje alcanzó tanto éxito entre los niños españoles que Chelo Vivares, bajo el disfraz del erizo rosa, fue la encargada de leer el pregón de las fiestas de Navidad en la ciudad de Madrid el 21 de diciembre de 1984.
El 6 de septiembre de 1979 contrajo matrimonio con el también actor Juan Ramón Sánchez, fallecido en 2008, quien diera vida al personaje de Chema el panadero en Barrio Sésamo.
Tras la cancelación del espacio, se puso también el disfraz de Curro, la mascota de la Exposición Universal de Sevilla de 1992 y se ha dedicado sobre todo al doblaje, prestando su voz, entre otros, a Mirtle "la Llorona" en la saga de Harry Potter, a Amy en Futurama, a Tails en las series Las aventuras de Sonic el erizo, Sonic SATAM y Sonic X, a Baby Sinclair en Dinosaurios, a la actriz Allison Mack en la serie televisiva Smallville en el personaje de Chloe Sullivan, a Judy Winslow en Cosas de casa, a Stan Marsh en la serie South Park o a diversos personajes de la serie Los Simpson, como Ralph Wiggum, Maude Flanders y Todd Flanders. También dobló a Dal en La Tribu, Vicky Kaioh en la tercera temporada de Sailor Moon y a Callie Torres de Anatomía de Grey.
En 2014 interpretó el papel de Poncia en el montaje de La casa de Bernarda Alba que realiza Hugo Pérez de la Pica para el Teatro Español. Es una actriz habitual en los montajes teatrales producidos por la sala alternativa "Tribueñe" de Madrid.
En el doblaje de España es la voz habitual de Ariane Ascaride y Shirley Henderson.